# 反應爐壓力槽

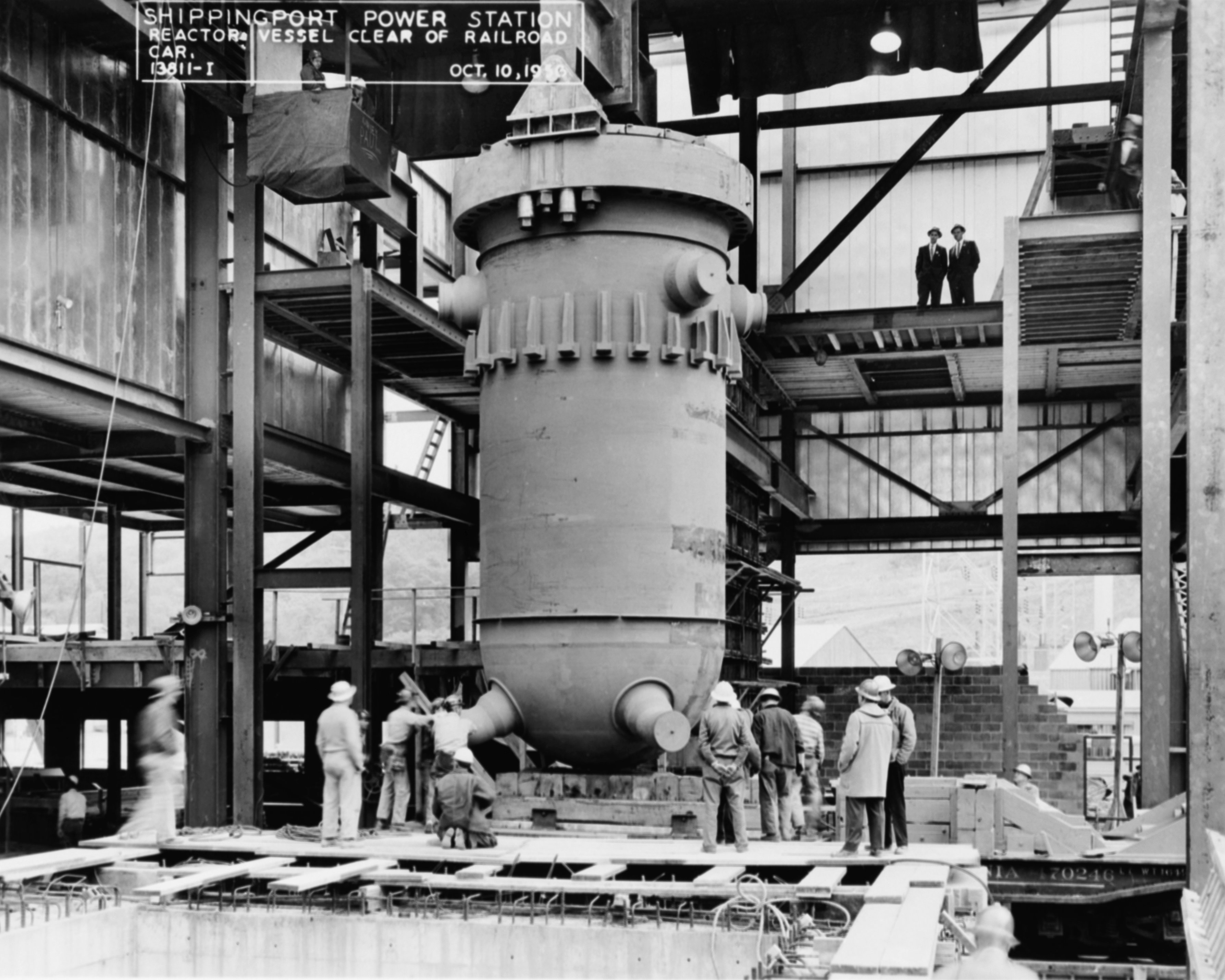
美國賓州碼頭市核電廠（Shippingport Atomic Power Station）所用的反應爐壓力槽（攝於1956年施工期間）

核反應爐壓力槽，也称反應爐槽、反應器壓力槽、压力舱、压力壳。是核子反应堆的主要设备之一。反應爐壓力槽收納並固定壓水堆的核反應爐及爐內構件，為維持核反應所需壓力，並限制核反應在其內部進行的壓力容器。
为保证冷却剂在其内部不沸腾，一般反應爐壓力槽设计时均要承受155巴以上的压力，同时还要经得起强的快中子流及γ射线的辐射。由於暴露於輻射中，反應爐壓力槽无法更换，设计寿命通常为30年。一般反應爐壓力槽由筒体组合件、顶盖组合件、底封头、法兰密封结构组成，例如厚達數十公分的高強度金屬容器。
反應爐壓力槽的大小与核反應爐容量的大小（即发电站的功率）密切相关。压水反应堆在更换核燃料时，反應爐壓力槽的顶盖必须打开。